# Passacamins
El passacamins, centinòdia, herba de cent nusos o meligó (Polygonum aviculare) és una espècie silvestre de planta del gènere Polygonum.
És una planta anual que de vegades creix erecta i d'altres prostrada (aplicada a terra). Fa de 10 a 80 cm de llargada. Les fulles són lanceolades i presenten a la base una membrana (anomenada òcrea). Les flors apareixen a les aixelles de les fulles i són blanques o rosades. El fruit és un aqueni triangular.
Es troba a gran part del món i a tota la península Ibèrica. A les Balears hi creixen les subespècies bellardii, microspermum i aviculare. Es tracta d'una planta ruderal és a dir, que normalment es troba a les vores de camins, terrenys remoguts i calcigats o camps de conreu rics en nitrogen. Acostuma a germinar a la primavera i està florida gran part de l'any, de març a novembre. És considerada com a mala herba tot i que és comestible.

## Subespècies
- Polygonum aviculare subsp. aviculare
- Polygonum aviculare subsp. depressum (Meisn.) Arcang.
- Polygonum aviculare subsp. rurivagum (Jord. ex Boreau) Berher in Louis